# Ставковая Балка
Ставковая Балка (укр. Ставкова Балка) — село в Ивановском сельском совете Барвенковского района Харьковской области Украины.
Код КОАТУУ — 6320483505. Население по переписи 2001 года составляет 43 (20/23 м/ж) человека.

## Географическое положение
Село Ставковая Балка находится в балке по которой протекает пересыхающий ручей на котором сделано несколько запруд. Через 14 км ручей впадает в реку Берека (в том месте, где её русло используется под канал Днепр — Донбасс). На расстоянии 1 км находится село Червоная Поляна.

## Экономика
В селе есть молочно-товарная ферма.